# Залеев, Арсен Юрьевич
Арсен Юрьевич Залеев (14 сентября 1959, Орджоникидзе) — советский и российский футболист, вратарь, тренер.
С 1977 года — в составе «Спартака» Орджоникидзе. В 1979—1988 годах в первой (1979—1981, 1984—1988) и второй (1982—1983) лигах провёл 206 матчей. В 1989—1990 годах играл во второй лиге за «Волгарь» Астрахань, в 1991 году — во второй низшей лиге за «Автодор» Владикавказ. В 1997 году во второй российской лиге провёл за «Автодор-БМК» два матча.
В 1999—2000 годах — начальник команды «Автодор», в 2001 — технический директор. В 2002 — тренер в «Титане» Реутов. В 2004—2011 — тренер вратарей в «КАМАЗе» Набережные Челны, в сезоне 2012/13 — тренер в «Олимпии» Геленджик.
Впоследствии — тренер вратарей в РЦПФ «КАМАЗ».